# Tāksīseh-ye Soflá
Tāksīseh-ye Soflá (persiska: تاكسيسِۀ سُفلَى, تَكسيسِه) är en ort i Iran.   Den ligger i provinsen Kohgiluyeh och Buyer Ahmad, i den centrala delen av landet, 500 km söder om huvudstaden Teheran. Tāksīseh-ye Soflá ligger 2 484 meter över havet och antalet invånare är 135.
Terrängen runt Tāksīseh-ye Soflá är lite bergig. Runt Tāksīseh-ye Soflá är det ganska tätbefolkat, med 75 invånare per kvadratkilometer. Närmaste större samhälle är Shahnīz, 12,4 km sydost om Tāksīseh-ye Soflá. Omgivningarna runt Tāksīseh-ye Soflá är i huvudsak ett öppet busklandskap.